# Salmin Amour
 (avril 2020).
Si vous disposez d'ouvrages ou d'articles de référence ou si vous connaissez des sites web de qualité traitant du thème abordé ici, merci de compléter l'article en donnant les références utiles à sa vérifiabilité et en les liant à la section « Notes et références ».
Salmin Amour, né en 1942 au Caire, est un homme politique tanzanien qui fut président de Zanzibar du 25 octobre 1990 au 8 novembre 2000. Il a été élu en 1990 comme seul candidat et a obtenu 98% des votes. Lors des élections législatives de 1995 (en), Salmin Amour a été accusé par le chef de l'opposition Seif Sharif Hamad (en) d'avoir truqué les élections.